# Parque de la Independencia (Bogotá)
El Parque de la Independencia (nombre completo: Parque del Centenario de la Independencia) es uno de los más antiguos de Bogotá. Fue construido en 1910 para conmemorar el primer centenario de la Independencia, el 20 de julio de 1810. Se encuentra en el costado oriental de la localidad de Santa Fe, en el piedemonte de los cerros Orientales que bordean la ciudad.

## Ubicación y alrededores
Se halla en el costado oriental del Centro Internacional, en la calle 26 entre las carreras 7 y 5. Muy cerca se encuentran la Biblioteca Nacional, el Museo de Arte Moderno, la Plaza de toros de Santamaría y el Planetario Distrital.
En un terreno situado en su costado nororiental y adyacente a la plaza de Toros fueron construidas las Torres del Parque del arquitecto Rogelio Salmona.
Desde el parque se tiene una buena vista de la Torre Colpatria, la décima más alta de Suramérica y cuarta en Colombia.

## Historia

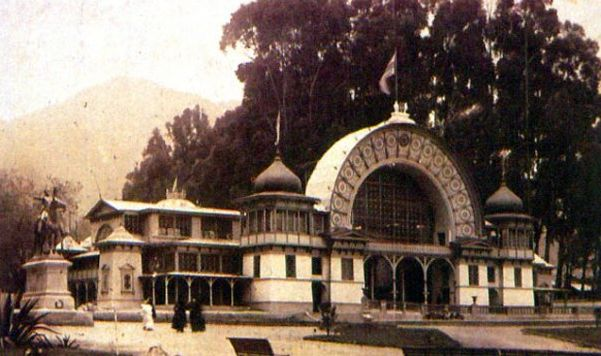
El pabellón Industrial.

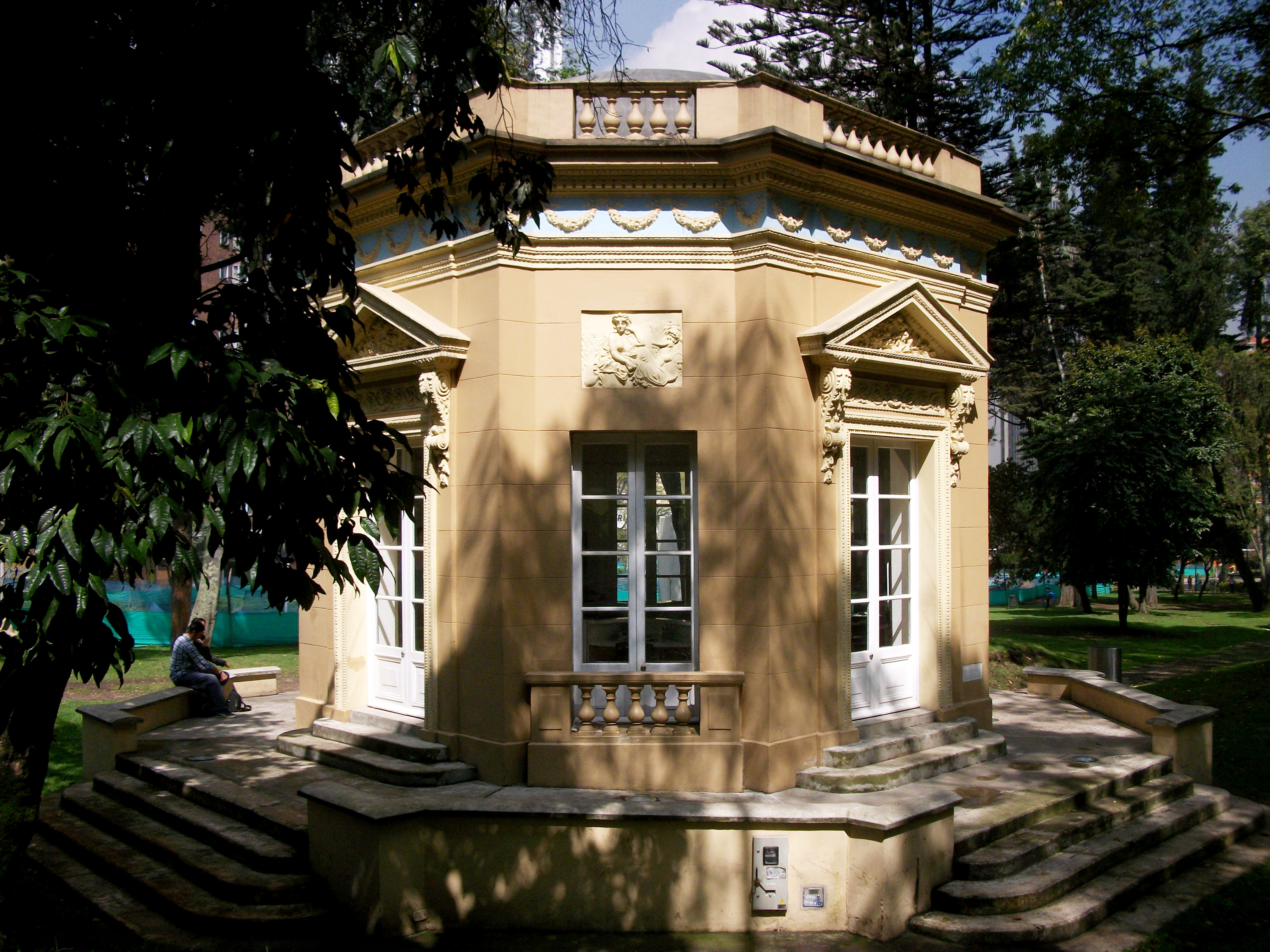
Quiosco de la Luz.

El parque fue inaugurado el 23 de julio de 1910, junto con otros monumentos de la ciudad como parte de las festividades de conmemoración del primer centenario de la independencia de Colombia, los cuales estuvieron encabezados por el presidente Ramón González Valencia. Hasta los años 1950, cuando se excavaron los puentes de la calle 26, formó una área verde continua que por su lado occidental tenía el hoy desaparecido parque Centenario, y por el otro los cerros Orientales de la ciudad.
Para su apertura se construyeron varios quioscos, como el de las Máquinas, que emulaba la arquitectura construida en hierro; el Egipcio, con detalles decorativos de templos egipcios antiguos; el de Bellas Artes, de estilo art nouveau; el de la Industria, que evocaba la arquitectura oriental; y el de La Luz, del arquitecto italiano Pietro Cantini, el cual constituía una reproducción literal del construido en Versalles para María Antonieta en el siglo XVIII; así como un estanque y una pagoda.
La prensa de la época describió en los siguientes términos el resultado: "El campo de Marte, Versalles, el Palacio de Cristal, la maravilla europea ante la cual el viajero primerizo se queda estupefacto, se había trasladado de repente y por arte mágico a Bogotá."
Por su parte, el 8 de diciembre de 1930 se inauguró un busto del poeta sangileño Carlos Martínez, fallecido en 1903, quien presidió varios diferentes ministerios y fue uno de los redactores de la Constitución de 1886.

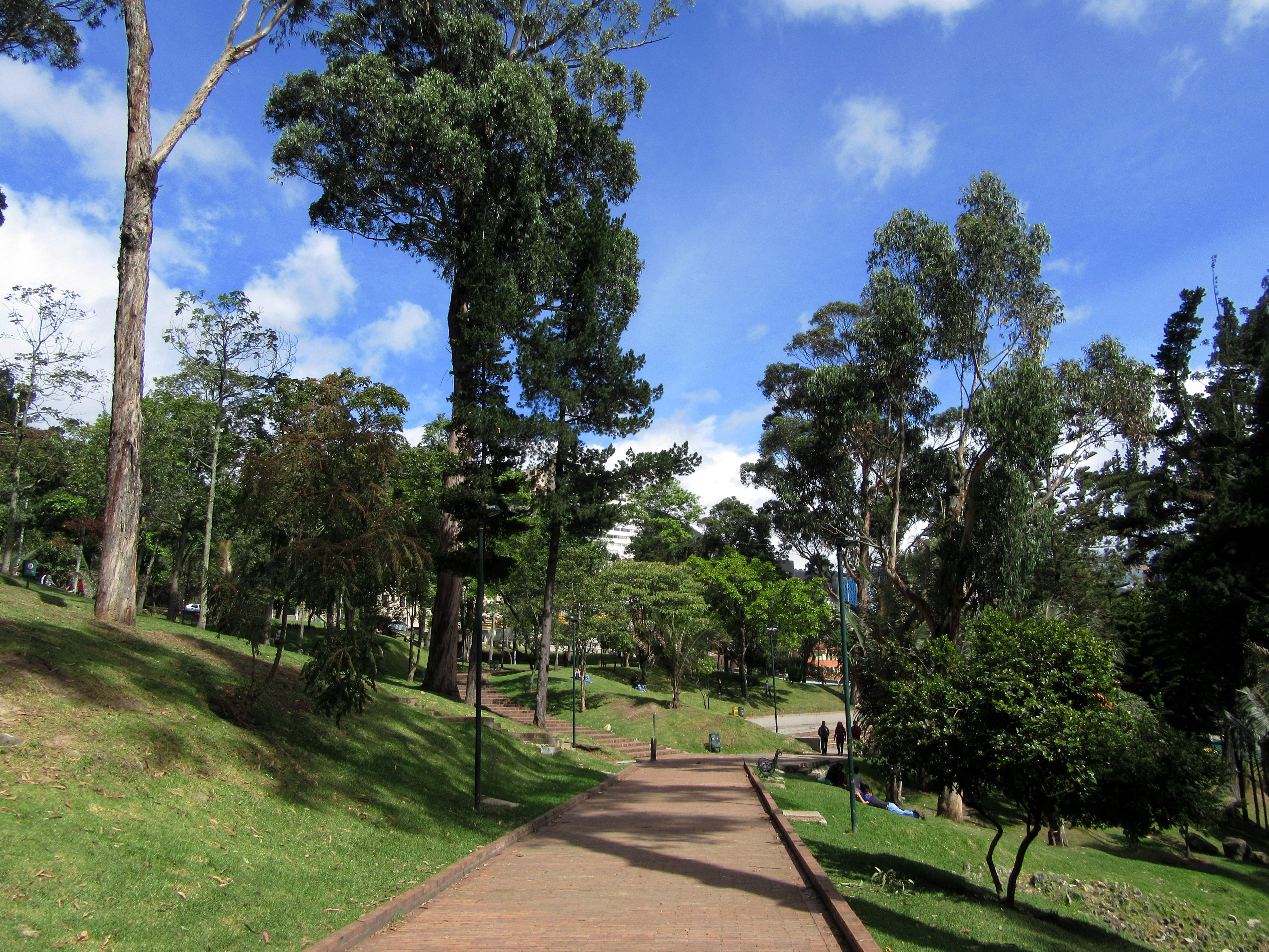
Parte alta del parque.

En 1957 su silueta fue profundamente alterada por la apertura de la Calle 26 o Avenida El Dorado, que conduce al Aeropuerto de la ciudad. Para la construcción del tramo más oriental del viaducto, la administración del alcalde Fernando Mazuera Villegas eliminó toda su zona meridional, además de la totalidad del Parque Centenario, que se extendía entre la Iglesia de San Diego y la Torre Colpatria. Además de demolerse casi todas sus construcciones originales, salvo el quiosco o pabellón de La Luz, que en la actualidad es un sitio de interés turístico de la capital, se cortaron decenas de árboles, entre ellos varias palma de cera, que hoy es una especie protegida.
Aunque en 1969 fue restaurado por el arquitecto Salmona, las obras de la Avenida Veintiséis y el descuido generalizado del centro de la ciudad condujeron a una profunda decadencia, que le dio muy mala fama al lugar y alejó a sus visitantes. En los años noventa del siglo XX, sin embargo, fue nuevamente recuperado y en la actualidad es uno de los principales escenarios naturales y recreativos tanto del sector como de la ciudad.

## Flora y fauna

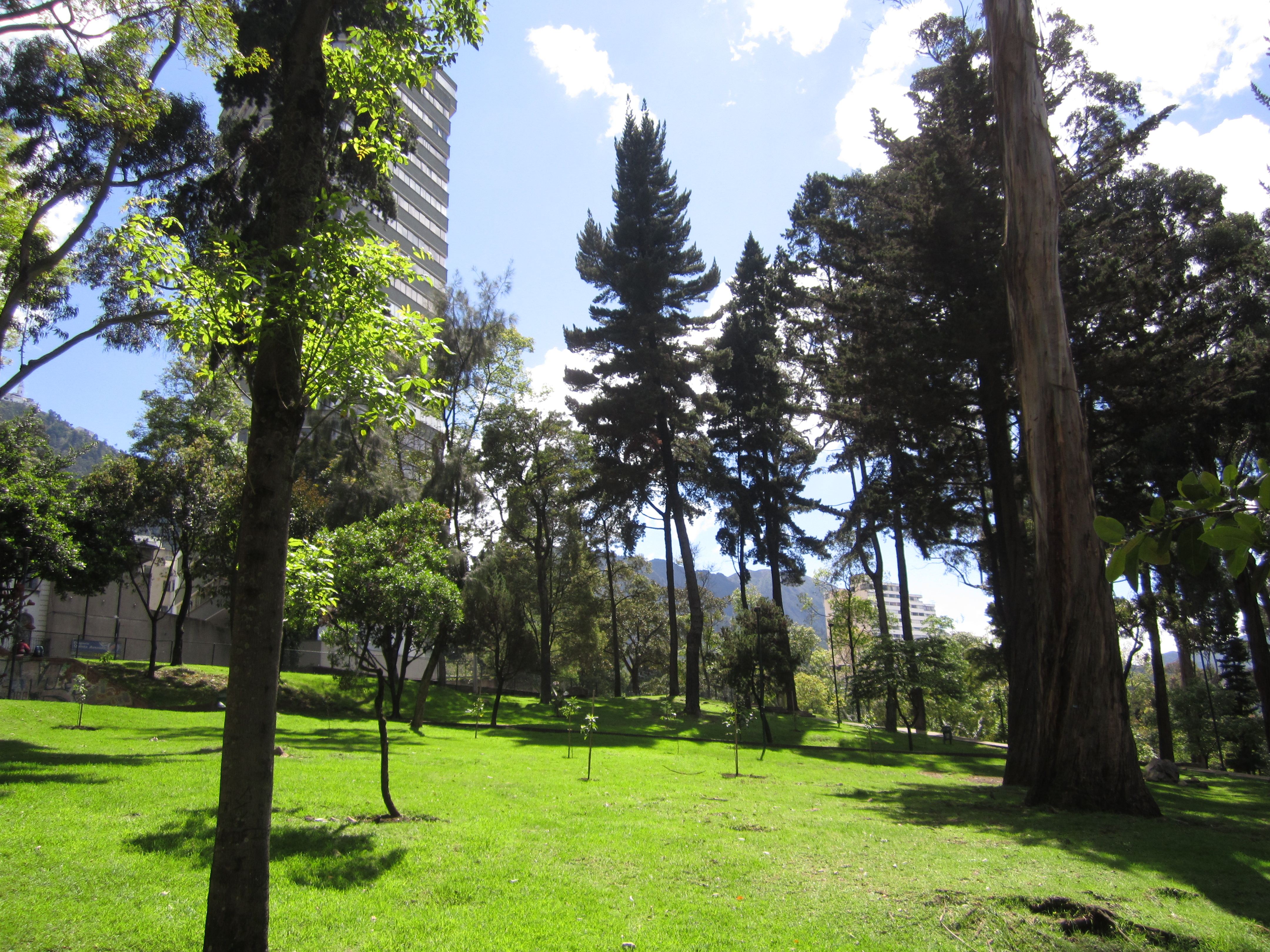
Parte alta del parque.

El parque cuenta con una gran variedad de árboles de especies nativas y extranjeras, entre la que destaca el conjunto formado por sus palmas de cera, uno de los más famosos de la ciudad. También cuenta con grandes eucaliptos, pinos, cauchos y acacias, entre los cuales se encuentra algunos árboles de gran antigüedad.
Recientemente se han plantado muchas especies tropicales, ente las que destacan el pino romerón, los chicalás, los sangregados y una gran cantidad de nuevas palmas de cera, las cuales se espera que dentro de algunas décadas acompañen a las que existen en la actualidad.
La gran cantidad de flores y de frutos que producen las plantas del parque atraen a muchas especies de los alrededores, pues este se encuentra ubicado en las estribaciones de los cerros Orientales, lo que lo convierte en un importante centro para la avifauna local.

## Proyecto de ampliación y cambio de nombre

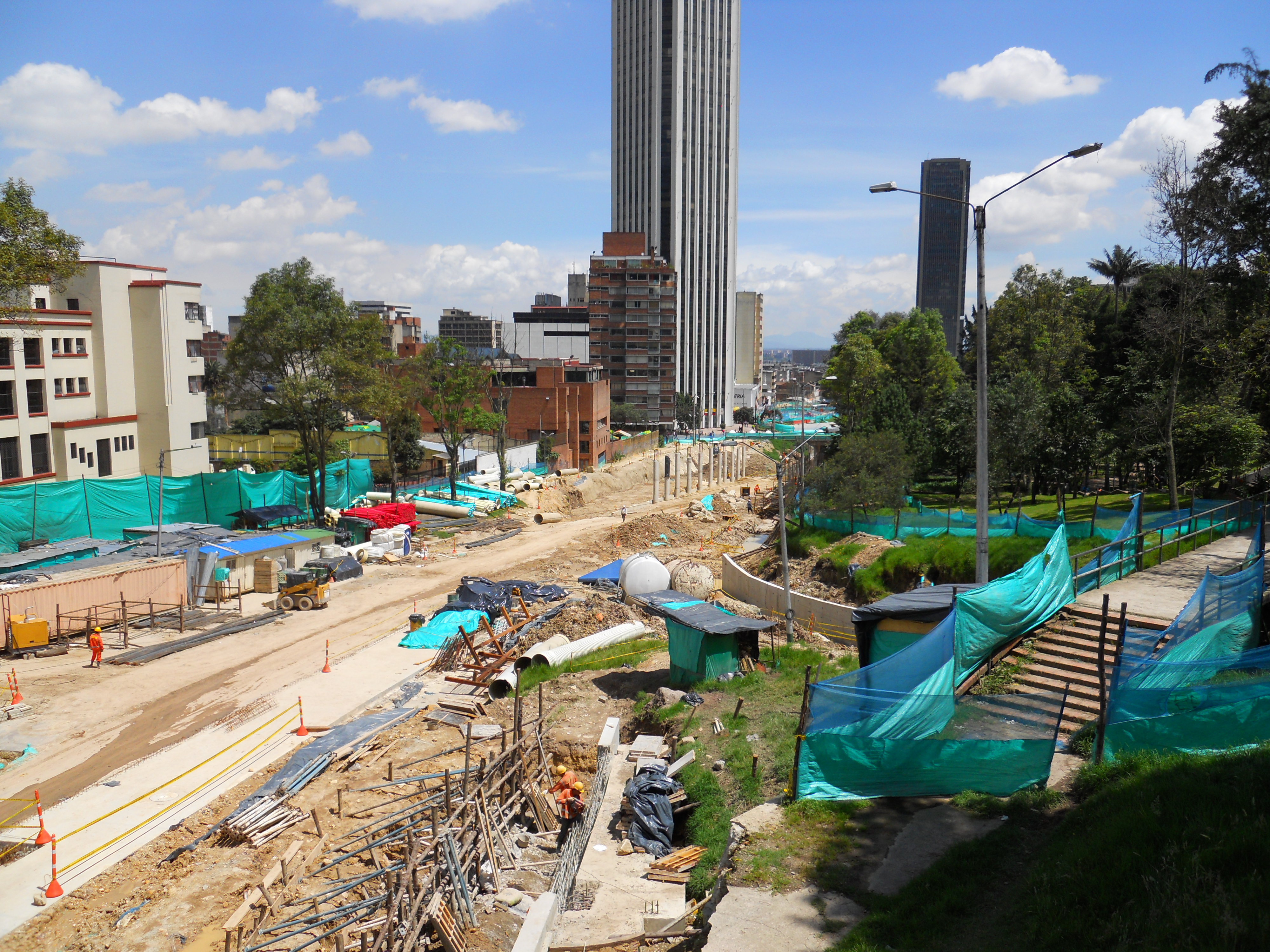
Zona intervenida del parque, junto a la Avenida El Dorado.

Existe un proyecto para devolverle su tamaño original, en la cual las calzadas actuales de la Avenida El Dorado, serán reemplazadas por un túnel entre la Avenida Caracas y la Carrera 5, con lo cual el espacio deprimido que actualmente ocupa la Avenida El Dorado, será convertido en un extenso parque que se integrará al Parque de la Independencia y lo conectará con la Biblioteca Nacional y el Museo de Arte Moderno de Bogotá. Se había anunciado que el proyecto se entregaría junto a la fase III del sistema de transporte TransMilenio, en octubre de 2011.
El proyecto original era de Rogelio Salmona, el arquitecto de las contiguas Torres del Parque, pero se reemplazó por otro de Giancarlo Mazzanti. La intervención ha causado un fuerte rechazo por parte de la comunidad, suscitando asimismo artículos críticos de escritores y periodistas bogotanos.